# Ploërmel
Ploërmel är en kommun i departementet Morbihan i regionen Bretagne i nordvästra Frankrike. Kommunen ligger i kantonen Ploërmel som tillhör arrondissementet Vannes. År 2022 hade Ploërmel 10 021 invånare.

## Befolkningsutveckling
Antalet invånare i kommunen Ploërmel
| Referens: INSEE |